# Maja Neuenschwander
Maja Neuenschwander (ur. 13 lutego 1980 w Bernie) – szwajcarska lekkoatletka.

## Kariera
W 2012 roku wystartowała na igrzyskach olimpijskich, na których zajęła 53. miejsce w maratonie z czasem 2:34:50. W 2015 wygrała półmaraton w Hadze z czasem 1:11:07,2 oraz maraton wiosenny w Wiedniu z czasem 2:30:09, a także była 6. w Maratonie Berlińskim, pobijając czasem 2:26:49 rekord kraju. W 2016 ponownie wystąpiła na igrzyskach olimpijskich, na których była 29. z czasem 2:34:27.
Mistrzyni Szwajcarii w biegach przełajowych z 2001 i 2010 roku, w maratonie z 2008 i 2012 roku, w półmaratonie z 2013 roku i biegu na 10 000 metrów z tegoż roku oraz wicemistrzyni kraju na 10 000 m z 2000 roku i brązowa medalistka mistrzostw Szwajcarii na 5000 m z 2013 roku.
Reprezentantka klubu ST Bern trenowana przez Sandrę Gasser i Beat Aeschbacher. Oprócz ojczystego języka niemieckiego posługuje się również angielskim i francuskim.

## Rekordy życiowe
Na podstawie:
- 15 km – 50:21,0 (Haga, 8 marca 2015)
- 20 km – 1:07:22 (Haga, 8 marca 2015)
- półmaraton – 1:11:08 (Haga, 8 marca 2015)
- 25 km – 1:27:01 (Berlin, 4 maja 2014), rekord Szwajcarii[21][22]
- maraton – 2:26:49 (Berlin, 27 września 2015), rekord Szwajcarii[21][23]